# Мензель-Бургиба
Мензель-Бургиба (араб. منزل بورقيبة‎) — город на крайнем севере Туниса. Входит в состав вилайета Бизерта. Название города переводится как «дом Бургибы» — в честь первого президента страны Хабиба Бургибы. Прежнее название — Ферривиль (фр. Ferryville). По состоянию на 2004 год тут проживало 47 742 человек.
В городе находится кладбище русских моряков и солдат, покинувших Россию после поражения в гражданской войне (выявлены 35 захоронений), на котором находится и могила Николая Обосенко.